# Carl-Gustaf Lindstedt
Pour les articles homonymes, voir Lindstedt.
Carl-Gustaf Lindstedt, né le 24 février 1921 et mort le 16 janvier 1992, est un humoriste et acteur suédois.

## Histoire
Carl-Gustaf Lindstedt grandit à Kungsholmen, dans un district de Stockholm, où il y a maintenant une rue qui porte son nom. Son père est un homme politique social-démocrate et Carl-Gustaf commence à jouer dans un club de théâtre des jeunes socialistes. À partir des années 1940, il est associé à l'ensemble Casinorevyn au Casinoteatern sur Bryggargatan à Stockholm. Lindstedt devient rapidement l'un des favoris de la foule au théâtre. Il y rencontre Arne Källerud (sv) (1913-1981), qui devient son partenaire de scène dans de nombreuses revues, films et émissions de radio. Leur série radio connait un grand succès à la fin des années 1950. En 1957, Lindstedt et Kallerud fondent leur propre théâtre, le Nöjeskatten à Södermalm, Stockholm. Ils exploitent le théâtre jusqu'au milieu des années 1960,.
Lindstedt est surtout connu pour être un comédien, mais il a également joué dans de nombreux drames. Ses films incluent Jours de canicule (Rötmånad, What Are You Doing After the Orgy? et Un flic sur le toit où il incarne le détective Martin Beck. Aux 7e Guldbagge Awards, il remporte le prix du meilleur acteur pour son rôle dans Harry Munter.
Carl-Gustaf Lindstedt se marie en 1943 avec Tully Johansson (1921-2003). Le couple a trois enfants, Pierre (né en 1943), Pia (née en 1949) et Pegg (née en 1958).

## Filmographie partielle
Sauf indication contraire, les informations mentionnées dans cette section peuvent être confirmées par la base de données cinématographiques IMDb,  présente dans la section « Liens externes ».

### Cinéma
- 1948 : Lilla Märta kommer tillbaka (en) : Strömkvist, militaire (non crédité)
- 1948 : Loffe som miljonär (sv) : Un des Frères Knas
- 1949 : Lattjo med Boccaccio (sv) (comme 3 Knas)
- 1949 : Pippi Långstrump (sv) de Per Gunnvall : Vendeur de piano
- 1950 : Loffe blir polis (sv) : Membre des Tre Knas
- 1950 : Motorkavaljerer (sv) : Vendeur de T-shirt
- 1950 : Stjärnsmäll i Frukostklubben (sv) : Fix II (comme 3 Knas)
- 1950 : Påhittiga Johansson (sv) : Membre d'équipage
- 1950 : Anderssonskans Kalle (sv) : Pêcheur illégal (non crédité)
- 1950 : Regementets ros (sv) : 137 Fredrik Karlsson (comme 'Qluttas' Lindstedt)
- 1951 : Tull-Bom (sv) : Jonas, télégraphiste sur 'Stella' (non crédité)
- 1951 : Spöke på semester (sv) : Kling, policier (non crédité)
- 1951 : Elle n'a dansé qu'un seul été (Hon dansade en sommar) de Arne Mattsson : Joueur d'accordéon (comme Carl-Gustav Lindstedt)
- 1952 : Klackarna i taket (sv) : Biomaskinist i ramberättelsen
- 1952 : Hård klang (sv) : Joueur de violon (non crédité)
- 1952 : Han glömde henne aldrig (sv) : Associé de Höglund (non crédité)
- 1952 : 69:an, sergeanten och jag (sv) : Pipan
- 1952 : Oppåt med gröna hissen (en) : Guarde (non crédité)
- 1954 : Hjälpsamma herrn (sv) : Carl-Gustaf Lindstedt
- 1954 : Förtrollad vandring (sv) : Mefistofeles
- 1955 : Mord, lilla vän (sv) : Arvidsson
- 1955 : Kvinnodröm : Réceptionniste de l'hôtel (non crédité)
- 1955 : Hoppsan! (sv) : Tyko Kölstav
- 1955 : Janne Vängman och den stora kometen (sv) : Lars Nillson
- 1955 : Sourires d'une nuit d'été (Sommarnattens leende) d'Ingmar Bergman : Greffier (non crédité)
- 1955 : Flicka i kasern (sv) : Commissaire de police
- 1956 : Litet bo (sv) : Noctambule
- 1956 : Det är aldrig för sent (sv) : Pilsjö (non crédité)
- 1956 : Suss gott (sv) : Holm
- 1957 : Räkna med bråk (sv) : Carl-Gustaf Grepeclou
- 1959 : Guldgrävarna (sv) : Carl Gustafsson / Charle Gus
- 1959 : Fly mej en greve (sv) : Carl-Gustaf Ledig
- 1961 : Svenska Floyd : Svenska Floyd, aka Flosse
- 1961 : Vi fixar allt (sv) : Carl-Gustaf
- 1962 : En nolla för mycket (sv) : Pontus Blom
- 1963 : Schloß Gripsholm : Herr Bengtson
- 1964 : Wild West Story (sv) : Lucky Andersson
- 1964 : Blåjackor (sv) : Ship's Doctor (non crédité)
- 1964 : Äktenskapsbrottaren de Hasse Ekman : Herr Byrårådet Korpulin (comme herr C.-G. Lindstedt)
- 1965 : Här kommer bärsärkarna de Arne Mattsson : Glum
- 1965 : Calle P. (sv) : Calle Parking
- 1965 : Pigen og millionæren (en) : J.O. Sand (comme Karl Gustav Lindstedt)
- 1967 : Åsa-Nisse i agentform (sv) (non crédité)
- 1967 : En sån strålande dag (sv) : Lasse von Schlobbendorff
- 1968 : Freddy klarar biffen (sv) : Gustaf Fredrik Bock
- 1968 : Längta efter kärlek (sv) : Prisonnier
- 1969 : Harry Munter : Valle Munter
- 1970 : Rötmånad (sv) : Assar Gustafsson
- 1972 : Klara Lust (sv) : Vilhelm Larsson
- 1972 : L'Homme qui a renoncé au tabac (Mannen som slutade röka) de Tage Danielsson : Détective
- 1975 : Kom till Casino! (sv) :
- 1975 : I död mans spår (sv) : Ben Walker
- 1976 : Un flic sur le toit (Mannen på taket) : Martin Beck (comme Carl Gustaf Lindstedt)
- 1980 : Blomstrande tider (sv) : Göte Larsson
- 1981 : Snacka går ju... (sv) : SG
- 1983 : Raskenstam (sv) : Erik Branner
- 1983 : Kalabaliken i Bender (sv) : Taffeltäckare Hultman (comme Carl-Gustav Lindstedt)
- 1984 : Sköna juveler (sv) : Boris
- 1987 : Malacca (sv) de Vilgot Sjöman : L'analyste
- 1988 : Vargens tid (sv) : Borgmästaren
- 1990 : Hemligheten (sv) : Valdemar

## Distinctions
Sauf indication contraire, les informations mentionnées dans cette section peuvent être confirmées par la base de données cinématographiques IMDb,  présente dans la section « Liens externes ».
- Prix Guldbagge 1970 : meilleur acteur pour Harry Munter